# Force Attack

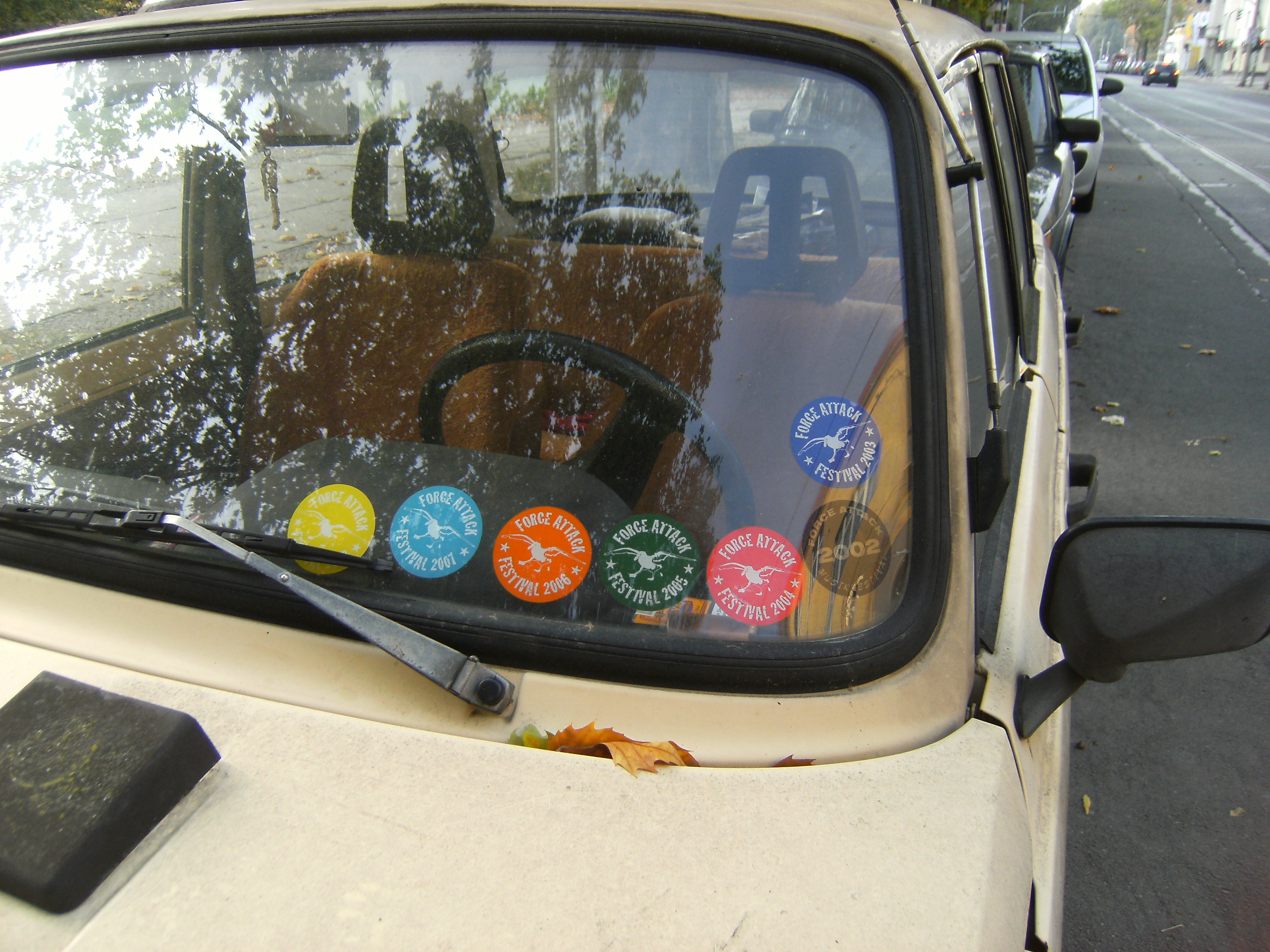
Force Attack-Aufkleber 2002 bis 2008 an einem Wartburg

Force Attack war ein jährliches Musikfestival, das am letzten Juliwochenende in der Nähe von Rostock veranstaltet wurde. Viele Punk-, Ska-, Oi!-, Hardcore-, Psychobilly-Bands traten an drei Tagen (von Freitag bis Sonntag) auf einer Hauptbühne und einer Zeltbühne auf.
Das Festival galt als die größte Punkerparty weltweit. Die Besucherzahl betrug 2009 nach Angaben der Veranstalter etwa 8.000.

## Geschichte
Die ersten Force Attack Festivals fanden 1997 in Barth und 1998 in Rerik statt. Damals waren es noch 26 Bands, die an zwei Tagen auf zwei Bühnen für Unterhaltung sorgten. Von 1999 bis 2008 war Behnkenhagen, nordöstlich von Rostock, der Austragungsort. Bereits ab 2000 wurde das Festival auf drei Tage verlängert und die Anzahl der Bands dementsprechend vergrößert. Seitdem zog das Festival regelmäßig Tausende von Besuchern an. Ab 2009 fand das Festival im südlich von Rostock gelegenen Klingendorf statt. Aufgrund starker Regenfälle zog das Festival 2011 wenige Besucher an. Im Jahr 2012 stand das Gelände in Klingendorf nicht mehr zur Verfügung und es wurde nach einem Ersatzgelände für das Festival gesucht. Nach mehreren Absagen unter anderem von der Arena Berlin sollte das Festival als eine Soli-Party deklarierte Ersatzveranstaltung auf dem Tankhaus-Gelände in Stavenhagen stattfinden. Dies wurde von der Stadt per Untersagungsverfügung zunächst verboten, schließlich aber unter Auflagen doch erlaubt.
Im Jahr 2013 wurde das Festival schon Monate im Voraus von der Stadt Stavenhagen verboten. Es wurde versucht, einen Ausweichstandort zu finden, dies ist nicht gelungen.
Die Punk-Band Daily Terroristen widmete dem Festival den Song Force Attack. In dem Lied singen die Bandmitglieder, dass man auf dem Open Air „gute Bands für kleine Preise“ erleben könne und dass das Force Attack besser als Woodstock sei.
2016 kündigten zwei Satiriker ein Comeback des Festivals an. Dies stellte sich jedoch als Scherz heraus.